# Euros Lyn
Euros Lyn   (Cardiff, 28 de març de 1971) és un director de cinema i de televisió gal·lès, conegut sobretot pel seu treball a Doctor Who, Sherlock, Black Mirror, Daredevil, La matèria obscura i Heartstopper.

## Vida primerenca
Lyn va néixer a Cardiff. La seva família es va mudar al nord de Gal·les i després va retornar al sud, a Swansea. Va cursar els estudis obligatoris al Ysgol Gyfun Ystalyfera i finalment, Teatre a la Universitat Victòria de Manchester.

## Carrera

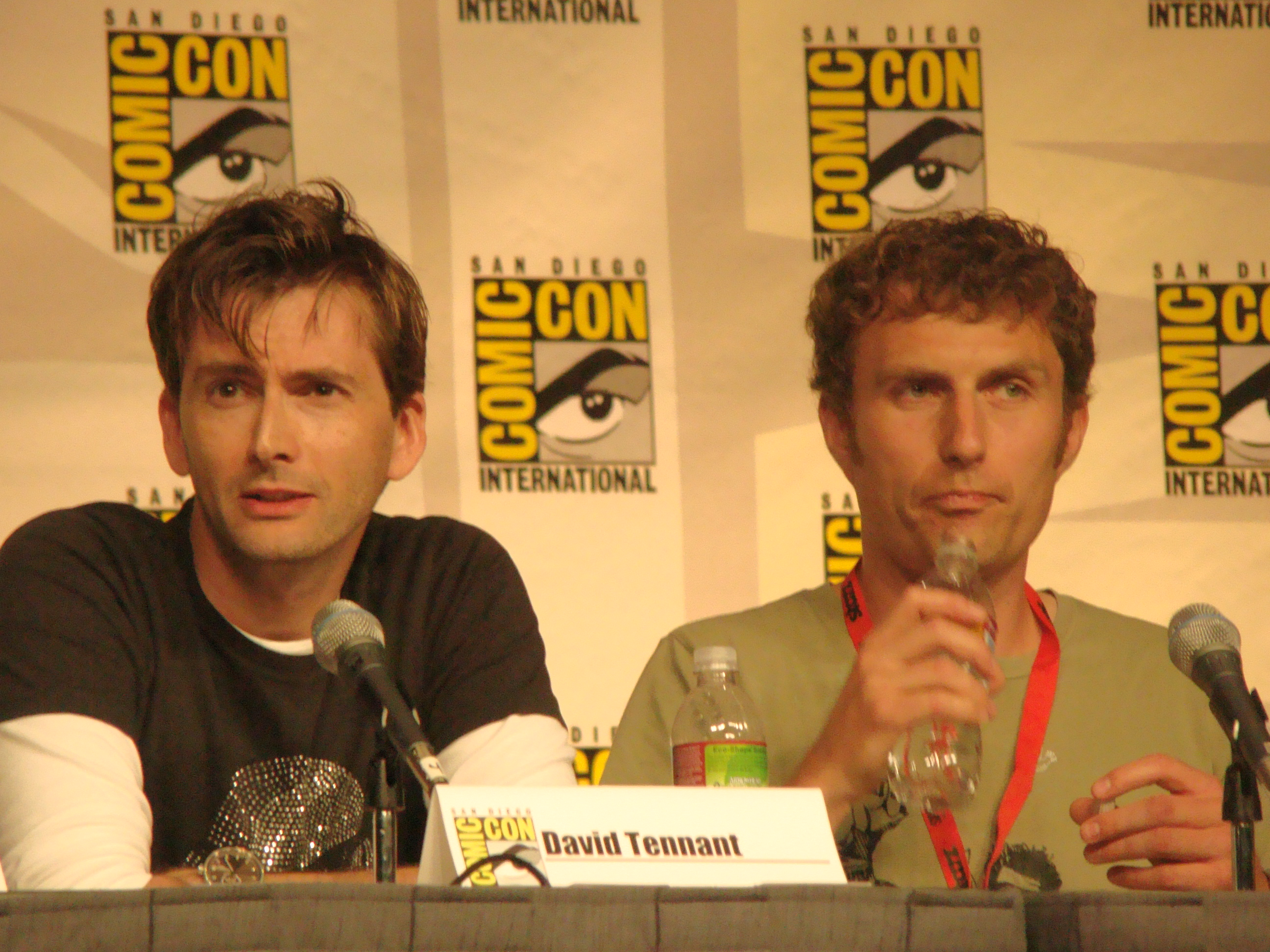
Euros Lyn (dreta) amb l'actor David Tennant el 2009 a la Comic-Con de San Diego, EUA.

Lyn va encetar la seva carrera professional dirigint programes de radiodifusió en gal·lès de S4C, com ara Pam Fi Duw?, Iechyd Da i Y Glas.
Va dirigir nou episodis de Doctor Who i va guanyar el premi BAFTA Cymru de Millor Director per Silence in the Library i el Premi Hugo el 2007 de Millor Presentació Teatral per La noia de la llar de foc. També va dirigir els darrers episodis de Doctor Who de David Tennant.
El mateix any, va dirigir l'episodi pilot de George Gently, basat en les novel·les d'Inspector Gently d'Alan Hunter per a la BBC One. A més a més, ha dirigit quatre episodis del durador drama mèdic de la BBC Casualty.
El 2008, va dirigir Children of Earth, la minisèrie de cinc capítols de Torchwood.
Lyn va guanyar el premi BAFTA Cymru de Millor Director tres vegades, la més recent per la primera sèrie de Sherlock amb Benedict Cumberbatch i Martin Freeman, que els va merèixer premis de RTS i BAFTA de Millor Drama. Així mateix, és el director de Fifteen Million Merits, un episodi de l'antologia serial de Black Mirror per a Channel 4, que va rebre un Emmy Internacional de Millor Sèrie Dramàtica. El 2013, va dirigir tres episodis de Broadchurch amb David Tennant i Olivia Colman, i encara tres episodis de la segona entrega de la sèrie guanyadora d'un BAFTA Last Tango in Halifax, havent-ne dirigit tres de la primera.
La sèrie policíaca Happy Valley, dirigida per ell, va ser emesa a la BBC One el 2014. El 2015, va ser mereixedora del premi BAFTA de Millor Sèrie Dramàtica. Per afegiment, va dirigir episodis de Gracepoint (FOX USA), Cucumber (Channel 4) i Daredevil (Netflix USA).
El 2015, va rebre el Premi Siân Phillips a la cerimònia de BAFTA Cymru per les seves contribucions a la indústria i va dirigir la sèrie de tres parts Capital de la BBC, basada en la novel·la homònima de John Lanchester.
El 2016, Lyn va dirigir el seu primer llargmetratge, el film en gal·lès Y Llyfrgell (en anglès, The Library Suicides) amb Ryland Teifi, Catrin Stewart, Dyfan Dwyfor i Sharon Haf Morgan com a elenc.

## Vida personal
Actualment, Lyn resideix a Llangennith (Gower). Parla gal·lès. El 2015, va contraure matrimoni amb Craig Hughes.

## Crèdits
| Any                  | Títol                              | Notes                                               | Emissora      |
| -------------------- | ---------------------------------- | --------------------------------------------------- | ------------- |
| 1997                 | Pam fi Duw?                        | Temporada 1                                         | S4C           |
| 2000                 | Diwrnod Hollol Mindblowing Heddiw  | Telefilm                                            | S4C           |
| 2000                 | Belonging                          | Temporada 1, episodis 1-3 i 5                       | BBC One Wales |
| 2002                 | A Mind to Kill                     | Episodi The Little House in the Forest              | Channel 5/S4C |
| 2002–2003            | Casualty                           | 4 episodis                                          | BBC One       |
| 2004                 | Cutting It                         | Temporada 3, episodi 4                              | BBC One       |
| 2005–2006; 2008–2010 | Doctor Who                         | 12 episodis                                         | BBC One       |
| 2005                 | All About George                   | 2 episodis                                          | ITV1          |
| 2006                 | Jane Hall                          | 3 episodis                                          | ITV1          |
| 2007                 | George Gently                      | Episodi pilot                                       | BBC One       |
| 2008                 | Fairy Tales                        | 1 episodi                                           | BBC One       |
| 2008                 | Phoo Action                        | Episodi pilot                                       | BBC Three     |
| 2009                 | Torchwood                          | 5 parts                                             | BBC One       |
| 2010                 | Sherlock                           | 1 episodi                                           | BBC One       |
| 2010                 | Upstairs, Downstairs               | 2 episodis                                          | BBC One       |
| 2011                 | Black Mirror                       | 1 episodi                                           | Channel 4     |
| 2012–2013            | Last Tango in Halifax              | Temporada 1, episodis 1-3 Temporada 2, episodis 1-3 | BBC One       |
| 2013                 | Broadchurch                        | Temporada 1, episodis 3-5                           | ITV           |
| 2014                 | Happy Valley                       | Temporada 1                                         | BBC One       |
| 2014                 | Gracepoint                         | Temporada 1, episodis 9 i 10                        | Fox           |
| 2015                 | Cucumber                           | Episodis 7 i 8                                      | Channel 4     |
| 2015–2016            | Daredevil                          | 2 episodis                                          | Netflix       |
| 2015                 | Capital                            | Sèrie de televisió                                  | BBC One       |
| 2016                 | Y Llyfrgell / The Library Suicides | Film                                                | S4C           |
| 2016                 | Damilola, Our Loved Boy            | Telefilm                                            | BBC One       |
| 2017                 | Let the Right One In               | Episodi pilot                                       | TNT           |
| 2018                 | Kiri                               | Minisèrie                                           | Channel 4     |
| 2019                 | His Dark Materials                 | 1 episodi                                           | BBC One       |
| 2020                 | Dream Horse                        | Film                                                |               |
| 2022                 | Heartstopper                       | Sèrie de televisió                                  | Netflix       |